# Teleutias vitripennis
Teleutias vitripennis är en insektsart som beskrevs av Max Beier 1960. Teleutias vitripennis ingår i släktet Teleutias och familjen vårtbitare. Inga underarter finns listade i Catalogue of Life.